# Robert B. Parker
Robert Brown Parker, nascut a Springfield (Massachusetts, Estats Units) el 17 de setembre de 1932, mort el 18 de gener de 2010 a Cambridge (Massachusetts, Estats Units).
Escriptor i professor de literatura anglesa. Va escriure sobretot novel·la negra. Molt conegut per haver creat el personatge de Spenser, un detectiu privat hereu de Sam Spade, Philip Marlowe o Mike Hammer.
Així mateix va crear altres personatges de novel·les policíaques com Jesse Stone o Sunny Randall. També va fer una sèrie de novel·les de l'oest protagonitzada per Cole & Hitch, diverses novel·les sense personatges fixos, alguns llibres de no ficció i també alguns llibres infantils.

## Biografia
Parker va néixer i es va criar a Springfield, una ciutat mitjana de l'Estat de Massachusetts. El seu pare era executiu d'una companyia telefònica, i la seva mare, irlandesa, mestressa de casa.
Va ser un bon nen fins que va arribar a l'adolescència. Llavors van començar els problemes: baralles, beure alcohol... La seva mare també bevia en excés.
Va assolir una beca per a estudiar al Colby Collage de Waterville (Maine), on va obtenir el batxillerat en 1954.
Entre el 1954 i el 1956 va estar a la Guerra de Corea com a soldat de l'Exèrcit dels Estats Units d'Amèrica.
Es va casar amb Joan Hall, a la qual presumia de conèixer des de que eren nens, l'any 1956. Van tenir dos fills.
Va treballar com a publicista per a Prudential Insurance (asseguradora) i com a escriptor tècnic per a Raytheon, i després va donar classes de literatura anglesa.
Va assolir el doctorat sobre literatura anglesa a la Universitat de Boston, en 1971 amb una tesi sobre novel·la negra, L'heroi viokent, herència salvatge i realitat urbana. Un estudi sobre l'investigadpr privat a les novel·les de Raymond Chandler, Dashiell Hammett i Ross Macdonald.
El dilluns 18 de gener de 2010 va ser trobat mort sobre el seu escriptori, en el qual treballava en una nova entrega de Spenser.

## Carrera
El seu debut com a escriptor, El manuscrit Godwulf, no va ésser publicat fins al 1973, mentre ensenyava en la Northeastern University. L'any 1979 va deixar de costat l'ensenyament i va començar a escriure a temps complet.
Va crear la productora de cinema independent Pearl Productions amb la seva dona.
Parker va ser un autor molt fecund, donat que va escriure uns 70 llibres en 37 anys. Va arribar a ser un dels deu autors més venuts del món. Escrivia, cada dia, entre cinc i deu pàgines.
L'any 1989 li van encarregar finalitzar la novel·la Poodle Springs de Raymond Chandler, qui havia deixat escrits quatre capítols. En 1991 va escriure Perchance to Dream, una seqüela de The Big Sleep. Totes dues obres estan protagonitzades per Philip Marlowe.
L'any 1994 l'autor va publicar, en col·laboració amb el fotògraf nipó Kasho Kumagai, un llibre anomenat Spenser's Boston, en el qual explora la ciutat a través dels ulls del detectiu.
Les descripcions, uns diàlegs molt aguts i un enfocament modern (per a l'època) en temes conflictius són trets diferencials de l'obra de Parker. Parla de les dones en la societat contemporània, la problemàtica situació dels adolescents o les diferències racials i sexuals. L'autor fa que els seus personatges acostumin a ser tipus durs, fins i tot violents, però respectuosos amb un codi moral, que sol ser propi.

### Els seus personatges

#### Spenser
Investigador privat. De personalitat descarada, bromista i intel·ligent, té una moralitat particular, però la du a terme de manera estricte. Està en forma, és alt i fort, cabells curts i té el nas trencat. Va ser soldat durant la Guerra de Corea, també a estat boxejador i va treballar en l'oficina del fiscal del Comtat de Suffolk, però va ser acomiadat per insubordinació. Irònic en les seves respostes. No té por a les baralles. Porta un revolver Smith & Wesson calibri 38. És un home amb cultura, i acostuma a fer cites literàries.
Tant a Parker com a Spenser els encantava el beisbol, el jazz i el bon menjar, però malgrat això l'autor ha declarat en entrevistes no ser tan lluitador com Spenser, i no rellegir mai el que escriu.
Spenser és una versió moderna i sensible del Marlowe de Raymond Chandler, per exemple sap cuinar prou bé i és capaç de tenir una vida afectuosa normal.

#### Jesse Stone
Stone és cap de policia a l'imaginari poble de Paradise. Va ser jugador de beisbol professional, però va haver de retira-se per una lesió en la seva espatlla. Va començar a treballar com a detectiu d'homicidis a la policia de Los Angeles, però el van obligar a retirar-se per tenir problemes amb la beguda a causa del seu divorci.

#### Sunny Randall
El seu nom és Sonya Joan Randall, però és coneguda com Sunny.. Detectiu privat a Boston. El seu pare va ser policia i té una germana més gran que ella. És tossuda, sensata, valerosa i ferma. Aquest personatge va ser creat per Parker a petició de l'actriu Helen Hunt, que desitjava interpretar a una heroïna escrita per l'autor. Finalment la pel·lícula no es va fer, però Parker va seguir publicant novel·les protagonitzades per Sunny.

#### Virgil Cole i Everett Hitch
Aquests dos amics, després de lluitar a la Guerra Civil dels Estats Units, recorren l'Oest americà llogant les seves pistoles a qui les necessiti.

## Obra publicada

### Novel·les
| Títol                                   | Any  | Sèrie            | Traducció                            | Editorial      | Notes                                                                                    |
| --------------------------------------- | ---- | ---------------- | ------------------------------------ | -------------- | ---------------------------------------------------------------------------------------- |
| The Godwulf Manuscript                  | 1973 | Spenser-01       | El manuscrito Godwulf(Castellà)      | RBA            | També traduïda com El manuscrito sangriento                                              |
| God Save the Child                      | 1974 | Spenser-02       | Dios salve al muchacho(Castellà)     | RBA            |                                                                                          |
| Mortal Stakes                           | 1975 | Spenser-03       | Apuestas mortales(Castellà)          | RBA            |                                                                                          |
| Promise Land                            | 1976 | Spenser-04       | Tierra prometida(Castellà)           | Alianza        | Premi Edgar Millor Novel·la de l'any 1977 .                                              |
| The Judas Goat                          | 1978 | Spenser-05       | El señuelo(Castellà)                 | Booket         |                                                                                          |
| Wilderness                              | 1979 |                  | No traduïda                          |                |                                                                                          |
| Looking for Rachel Wallace              | 1980 | Spenser-06       | En busca de Rachel Wallace(Castellà) | Booket         |                                                                                          |
| Early Autumn                            | 1980 | Spenser-07       | Otoño temprano(Castellà)             | Ariel          | Premi Falcó Maltès (Japó) 1983.                                                          |
| A Savage Place                          | 1981 | Spenser-08       | Un lugar salvaje(Castellà)           | Booket         |                                                                                          |
| Ceremony                                | 1982 | Spenser-09       | Ceremonia(Castellà)                  | Alianza        |                                                                                          |
| The Widening Gyre                       | 1983 | Spenser-10       | La espiral(Castellà)                 | Alianza        |                                                                                          |
| Love and Glory                          | 1983 |                  | No traduïda                          |                |                                                                                          |
| Valediction                             | 1984 | Spenser-11       | Despedida(Castellà)                  | Emecé          |                                                                                          |
| A Catskill Eagle                        | 1985 | Spenser-12       | Un águila de montaña(Castellà)       | Alianza        |                                                                                          |
| Taming a Sea-Horse                      | 1986 | Spenser-13       | No traduïda                          |                |                                                                                          |
| Pale Kings and Princes                  | 1987 | Spenser-14       | No traduïda                          |                |                                                                                          |
| Crimson Joy                             | 1988 | Spenser-15       | No traduïda                          |                |                                                                                          |
| Playmates                               | 1989 | Spenser-16       | Juego peligroso(Castellà)            | Debate         |                                                                                          |
| Poodle Springs                          | 1989 | Philip Marlowe-1 | El misteri de Poodle Springs(Català) | Columna        | Completa la novel·la de Raymond Chandler de 1958, qui va deixar escrits quatre capítols. |
| Stardust                                | 1990 | Spenser-17       | No traduïda                          |                |                                                                                          |
| Pastime                                 | 1991 | Spenser-18       | No traduïda                          |                |                                                                                          |
| Perchance to Dream                      | 1991 | Philip Marlowe-2 | No traduïda                          |                | Seqüela de El son etern.                                                                 |
| Double Deuce                            | 1992 | Spenser-19       | No traduïda                          |                |                                                                                          |
| Paper Doll                              | 1993 | Spenser-20       | No traduïda                          |                |                                                                                          |
| Walking Shadow                          | 1994 | Spenser-21       | No traduïda                          |                |                                                                                          |
| All Our Yesterdays                      | 1994 |                  | No traduïda                          |                |                                                                                          |
| Thin Air                                | 1995 | Spenser-22       | No traduïda                          |                |                                                                                          |
| Chance                                  | 1996 | Spenser-23       | No traduïda                          |                |                                                                                          |
| Small Vices                             | 1997 | Spenser-24       | No traduïda                          |                |                                                                                          |
| Night Passage                           | 1997 | Jesse Stone-1    | No traduïda                          |                |                                                                                          |
| Trouble in Paradise                     | 1998 | Jesse Stone-2    | No traduïda                          |                |                                                                                          |
| Sudden Mischief                         | 1998 | Spenser-25       | No traduïda                          |                |                                                                                          |
| Hush Money                              | 1999 | Spenser-26       | No traduïda                          |                |                                                                                          |
| Family Honor                            | 1999 | Sunny Randall-1  | Amarga fortuna(Castellà)             | Diagonal       |                                                                                          |
| Perish Twice                            | 2000 | Sunny Randall-2  | Muerte doble(Castellà)               | Diagonal       |                                                                                          |
| Hugger Mugger                           | 2000 | Spenser-27       | No traduïda                          |                |                                                                                          |
| Gunman's Rhapsody                       | 2001 |                  | No traduïda                          |                |                                                                                          |
| Death in Paradise                       | 2001 | Jesse Stone-3    | No traduïda                          |                |                                                                                          |
| Potshot                                 | 2001 | Spenser-28       | No traduïda                          |                |                                                                                          |
| Widow's Walk                            | 2002 | Spenser-29       | No traduïda                          |                |                                                                                          |
| Shrink Rap                              | 2002 | Sunny Randall-3  | No traduïda                          |                |                                                                                          |
| Back Story                              | 2003 | Spenser-30       | No traduïda                          |                | Hi surt el personatge Jesse Stone.                                                       |
| Stone Cold                              | 2003 | Jesse Stone-4    | No traduïda                          |                |                                                                                          |
| Bad Business                            | 2004 | Spenser-31       | No traduïda                          |                |                                                                                          |
| Melancholy Baby                         | 2004 | Sunny Randall-4  | No traduïda                          |                |                                                                                          |
| Double Play                             | 2004 |                  | No traduïda                          |                |                                                                                          |
| Cold Service                            | 2005 | Spenser-32       | No traduïda                          |                |                                                                                          |
| Appaloosa                               | 2005 | Cole & Hitch-1   | No traduïda                          |                |                                                                                          |
| School Days                             | 2005 | Spenser-33       | No traduïda                          |                |                                                                                          |
| Hundred-Dollar Baby                     | 2006 | Spenser-34       | Cien dólares baby(Castellà)          | La otra orilla |                                                                                          |
| Sea Change                              | 2006 | Jesse Stone-5    | No traduïda                          |                |                                                                                          |
| Blue Screen                             | 2006 | Sunny Randall-5  | No traduïda                          |                | Hi surt el personatge Jesse Stone.                                                       |
| High Profile                            | 2007 | Jesse Stone-6    | No traduïda                          |                | Hi surt el personatge Sunny Randall.                                                     |
| Spare Change                            | 2007 | Sunny Randall-6  | No traduïda                          |                |                                                                                          |
| Now and Then                            | 2007 | Spenser-35       | No traduïda                          |                |                                                                                          |
| Edenville Owls                          | 2007 |                  | No traduïda                          |                |                                                                                          |
| Stranger in Paradise                    | 2008 | Jesse Stone-7    | No traduïda                          |                |                                                                                          |
| The Boxer and the Spy                   | 2008 |                  | No traduïda                          |                |                                                                                          |
| Rough Weather                           | 2008 | Spenser-36       | No traduïda                          |                |                                                                                          |
| Resolution                              | 2008 | Cole & Hitch-2   | No traduïda                          |                |                                                                                          |
| Brimstone                               | 2009 | Cole & Hitch-3   | No traduïda                          |                |                                                                                          |
| Chasing the Bear: A Young Spenser Novel | 2009 | Spenser-37       | No traduïda                          |                | Pre-qüela amb un jove Spenser.                                                           |
| Night and Day                           | 2009 | Jesse Stone-8    | No traduïda                          |                | Hi surt el personatge Sunny Randall.                                                     |
| The Professional                        | 2009 | Spenser-38       | No traduïda                          |                |                                                                                          |
| Split Image                             | 2010 | Jesse Stone-9    | No traduïda                          |                | Hi surt el personatge Jesse Stone.Publicada pòstumament.                                 |
| Blue-Eyed Devil                         | 2010 | Cole & Hitch-4   | No traduïda                          |                | Publicada pòstumament.                                                                   |
| Painted Ladies                          | 2010 | Spenser-39       | No traduïda                          |                | Publicada pòstumament.                                                                   |
| Sixkill                                 | 2011 | Spenser-40       | No traduïda                          |                | Publicada pòstumament.                                                                   |

### Relats
- Surrogate, 1991. Es tracta d'una narració curta apareguda a l'antologia criminal New Crimes 3.

### No ficció
- Sports Illustrated. Training with Weights, 1974. Col·laboració amb John R. Marsh.
- Three Weeks in Spring, 1982. Autobiogràfic. Col·laboració amb la seva esposa, Joan H. Parker.
- Parker on Writing, 1985. Assaig.
- A Year at the Races, 1990. Col·laboració amb la seva esposa, Joan H. Parker.
- Spenser's Boston, 1994. Col·laboració amb el fotògraf Kasho Kumagai.

### Continuació de les sèries
La família i els editor de l'autor van decider, després de la seva mort, continuar publicant novel·les protagonitzades pels seus personatges. Li van fer l'encàrrec a diferents autors, més o menys relacionats amb ell.
| Títol                                        | Any  | Autor                          | Sèrie            | Traducció   | Notes                                                                    |  |
| -------------------------------------------- | ---- | ------------------------------ | ---------------- | ----------- | ------------------------------------------------------------------------ |  |
| Robert B. Parker's. Lullaby                  | 2012 | Ace Atkins                     | Spenser-41       | No traduïda |                                                                          |  |
| Robert B. Parker's. Silent Night             | 2013 | Robert B. Parker y Helen Brann | Spenser-42       | No traduïda | Començada per Parker i acabada per la seva agent literària, Helen Brann. |  |
| Robert B. Parker's. Wonderland               | 2013 | Ace Atkins                     | Spenser-43       | No traduïda |                                                                          |  |
| Robert B. Parker's. Cheap Shot               | 2014 | Ace Atkins                     | Spenser-44       | No traduïda |                                                                          |  |
| Robert B. Parker's. Kickback                 | 2015 | Ace Atkins                     | Spenser-45       | No traduïda |                                                                          |  |
| Robert B. Parker's. Slow Burn                | 2016 | Ace Atkins                     | Spenser-46       | No traduïda |                                                                          |  |
| Robert B. Parker's. Little White Lies        | 2017 | Ace Atkins                     | Spenser-47       | No traduïda |                                                                          |  |
| Robert B. Parker's. Old Black Magic          | 2018 | Ace Atkins                     | Spenser-48       | No traduïda |                                                                          |  |
| Robert B. Parker's. Angel Eyes               | 2019 | Ace Atkins                     | Spenser-49       | No traduïda |                                                                          |  |
| Robert B. Parker's. Someone to Watch Over Me | 2020 | Ace Atkins                     | Spenser-50       | No traduïda |                                                                          |  |
| Robert B. Parker's. Bye Bye Baby             | 2021 | Ace Atkins                     | Spenser-51       | No traduïda |                                                                          |  |
| Robert B. Parker's. Broken Trust             | 2023 | Mike Lupica                    | Spenser-52       | No traduïda |                                                                          |  |
| Robert B. Parker's. Fool Me Twice            | 2012 | Michael Brandman               | Jesse Stone-10   | No traduïda |                                                                          |  |
| Robert B. Parker's. Killing the Blues        | 2012 | Michael Brandman               | Jesse Stone-11   | No traduïda |                                                                          |  |
| Robert B. Parker's. Damned if You Do         | 2014 | Michael Brandman               | Jesse Stone-13   | No traduïda |                                                                          |  |
| Robert B. Parker's. Blind Spot               | 2014 | Reed Farrell Coleman           | Jesse Stone-12   | No traduïda |                                                                          |  |
| Robert B. Parker's. The Devil Wins           | 2015 | Reed Farrell Coleman           | Jesse Stone-14   | No traduïda |                                                                          |  |
| Robert B. Parker's. Debt to Pay              | 2016 | Reed Farrell Coleman           | Jesse Stone-15   | No traduïda |                                                                          |  |
| Robert B. Parker's. The Hangman's Sonnet     | 2017 | Reed Farrell Coleman           | Jesse Stone-16   | No traduïda |                                                                          |  |
| Robert B. Parker's. Colorblind               | 2018 | Reed Farrell Coleman           | Jesse Stone-17   | No traduïda |                                                                          |  |
| Robert B. Parker's. The Bitterest Pill       | 2019 | Reed Farrell Coleman           | Jesse Stone-18   | No traduïda |                                                                          |  |
| Robert B. Parker's. Fool's Paradise          | 2020 | Mike Lupica                    | Jesse Stone-19   | No traduïda |                                                                          |  |
| Robert B. Parker's. Stone's Throw            | 2020 | Mike Lupica                    | Jesse Stone-20   | No traduïda |                                                                          |  |
| Robert B. Parker's. Fallout                  | 2022 | Mike Lupica                    | Jesse Stone-21   | No traduïda |                                                                          |  |
| Robert B. Parker's. Blood Feud               | 2018 | Mike Lupica                    | Sunny Randall-7  | No traduïda |                                                                          |  |
| Robert B. Parker's. Grudge Match             | 2020 | Mike Lupica                    | Sunny Randall-8  | No traduïda |                                                                          |  |
| Robert B. Parker's. Payback                  | 2021 | Mike Lupica                    | Sunny Randall-9  | No traduïda |                                                                          |  |
| Robert B. Parker's. Revenge Tour             | 2022 | Mike Lupica                    | Sunny Randall-10 | No traduïda |                                                                          |  |
| Robert B. Parker's. Bad Influence            | 2023 | Mike Lupica                    | Sunny Randall-11 | No traduïda |                                                                          |  |
| Robert B. Parker's. Ironhorse                | 2013 | Robert Knott                   | Cole & Hitch-5   | No traduïda |                                                                          |  |
| Robert B. Parker's. Bull River               | 2014 | Robert Knott                   | Cole & Hitch-6   | No traduïda |                                                                          |  |
| Robert B. Parker's. Blackjack                | 2016 | Robert Knott                   | Cole & Hitch-7   | No traduïda |                                                                          |  |
| Robert B. Parker's. Revelation               | 2017 | Robert Knott                   | Cole & Hitch-8   | No traduïda |                                                                          |  |
| Robert B. Parker's. Buckskin                 | 2019 | Robert Knott                   | Cole & Hitch-9   | No traduïda |                                                                          |  |
| Robert B. Parker's. Opium Rose               | 2025 | Robert Knott                   | Cole & Hitch-10  | No traduïda | Encara no publicada                                                      |  |

## Premis
| Any  | Premi                                                                                      | Obra                        | Resultat  |
| ---- | ------------------------------------------------------------------------------------------ | --------------------------- | --------- |
| 1977 | Premi Edgar de l'Associació d'Escriptors de Misteri dels Estats Units a la millor Novel·la | Promise Land                | Guanyador |
| 1983 | Premi Maltese Falcon (Japó)                                                                | Early Autumn                | Guanyador |
| 2002 | Premi Edgar Grand Master de l'Associació d'Escriptors de Misteri dels Estats Units         | Pel conjunt de la seva obra | Guanyador |
| 2007 | Premio Gumshoe Lifetime Achievement                                                        | Pel conjunt de la seva obra | Guanyador |

## Filmografia
- 1985-1988. Spenser, detective privado. (Spenser for Hire). Estats Units. Sèrie de TV de 3 temporades (66 episodis) basada en la sèrie de llibres de Spenser. Protagonitzada per Robert Urich (Spenser) i Avery Brooks (Hawk).
- 1989-1990. B. L. Stryker. Estats Units. Sèrie de TV de 2 temporades (12 episodis), en la que Parker va fer de guionista en alguns episodis. Protagonitzada per Burt Reynolds (B. L. Stryker) i Ossie Davies (Oz Jackson).
- 1989. Un hombre llamado Halcón. (A Man Called Hawk). Estats Units. Sèrie de TV de 1 temporada (13 episodis), basada en el personatge secundari de la sèrie Spenser. Protagonitzada por Avery Brooks (Hawk) i Moses Gunn (Old Man).
- 1993. Spenser: Desaparecida. (Spenser: Ceremony). Estats Units. Pel·lícula per a TV, basada en la novel·la homònima de Parker. Protagonitzada per Robert Urich (Spenser) i Avery Brooks (Hawk).
- 1994. Spenser: Muerte accidental. (The Judas Goat). Estats Units. Pel·lícula per a TV, basada en la novel·la homònima de Parker. Protagonitzada per Robert Urich (Spenser) i Avery Brooks (Hawk).
- 1994. Spenser: Príncipes y Reyes. (Spenser: Pale Kings and Princes). Estats Units. Pel·lícula per a TV, basada en la novel·la homònima de Parker. Protagonitzada per Robert Urich (Spenser) i Avery Brooks (Hawk).
- 1995. Spenser: A Savage Place. Estats Units. Pel·lícula per a TV, basada en la novel·la homònima de Parker. Protagonitzada per Robert Urich (Spenser) i Avery Brooks (Hawk).
- 1998. Poodle Springs. Estats Units. Pel·lícula per a TV, basada en la novel·la homònima de Chandler i Parker. Protagonitzada per James Caan (Philip 0Marlowe) i Dina Meyer (Laura Parker-Marlowe).
- 1999. Spenser: Vicios menores. (Small Vices). Estats Units. Pel·lícula per a TV, basada en la novel·la homònima de Parker. Protagonitzada per Joe Mantegna (Spenser) i Marcia Gay Harden (Susan).
- 1999. Spenser: Thin Air. (Thin Air). Estats Units. Pel·lícula per a TV, basada en la novel·la homònima de Parker. Protagonitzada per Joe Mantegna (Spenser) i Marcia Gay Harden (Susan).
- 2001. Walking Shadow. Estats Units. Pel·lícula per a TV, basada en la novel·la homònima de Parker. Protagonitzada per Joe Mantegna (Spenser) i Marcia Gay Harden (Susan).
- 2003. El último vaquero. (Monte Walsh). Estats Units. Pel·lícula per a TV, amb guió,entre d'altres, de Parker. Protagonitzada per Tom Selleck (Monte Walsh) e Isabella Rosellini (Martine).
- 2005. Jesse Stone: Crímenes en Paraíso. (Stone Cold). Estats Units. Pel·lícula per a TV, basada en la novel·la homònima de Parker. Protagoniztada per Tom Selleck (Jesse Stone) i Viola Davis (Molly Crane).
- 2006. Jesse Stone: Desenmascarados. (Jesse Stone: Night Passage). Estats Units. Pel·lícula per a TV, basada en la novel·la homònima de Parker. Protagonitzada per Tom Selleck (Jesse Stone) i Viola Davis (Molly Crane).
- 2006. Jesse Stone: Destino Paraíso. (Jesse Stone: Death in Paradise). Estats Units. Pel·lícula per a TV, basada en la novel·la homònima de Parker. Protagonitzada per Tom Selleck (Jesse Stone) i Viola Davis (Molly Crane).
- 2007. Jesse Stone: Campo de regatas. (Jesse Stone: Sea Change). Estats Units. Pel·lícula per a TV, basada en la novel·la homònima de Parker. Protagonitzada per Tom Selleck (Jesse Stone) i Viola Davis (Molly Crane).
- 2008. Appaloosa. Estats Units. Pel·lícula de cine, basada en la novel·la homònima de Parker. Protagonitzada per Ed Harris (Virgil Cole) i Viggo Mortensen (Everett Hitch).
- 2009. Jesse Stone: Terreno peligroso. (Jesse Stone: Thin Ice). Estats Units. Pel·lícula per a TV, basada en la novel·la homònima de Parker. Protagonitzada per Tom Selleck (Jesse Stone) i Kathy Baker (Rose Gammon).
- 2010. Jesse Stone: Crímenes en Boston. (Jesse Stone: No Remorse). Estats Units. Pel·lícula per a TV, basada en el personatge de Parker. Protagonitzada per Tom Selleck (Jesse Stone) i Kathy Baker (Rose Gammon).
- 2011. Jesse Stone: Inocentes perdidos. (Jesse Stone: Innocents Lost). Estats Units. Pel·lícula per a TV, basada en el personatge de Parker. Protagonitzada per Tom Selleck (Jesse Stone) i Kathy Baker (Rose Gammon).
- 2012. Jesse Stone: El beneficio de la duda. (Jesse Stone: Benefit of the Doubt). Estats Units. Pel·lícula per a TV, basada en el personatge de Parker. Protagonitzada per Tom Selleck (Jesse Stone) i Kathy Baker (Rose Gammon).
- 2020. Spenser: Confidencial. (Spenser: Confidential). Estats Units. Pel·lícula per a TV, basada en la novel·la Robert B. Parker's. Wonderland de Ace Atkins, basada al seu torn en el personatge de Parker. Protagonitzada per Mark Wahlberg (Spenser) i Winston Duke (Hawk).